# Línea C-1 (Cercanías Cádiz)
La línea C-1 de Cercanías Cádiz es una línea de tren de cercanías explotada por Renfe Cercanías, una división de la empresa pública Renfe Operadora. Recorre 58 kilómetros conectando la ciudad de Cádiz con su área metropolitana a través de los municipios de San Fernando, Puerto Real, El Puerto de Santa María y Jerez de la Frontera.
En la actualidad, junto a su variante C-1a, es la única línea en servicio que conforma el núcleo de Cercanías de Cádiz.

## Historia
Los trenes de cercanías comenzaron a funcionar en Cádiz en la década de 1980. En el año 2000 se iniciaron las obras de colocación subterránea de la línea ferroviaria que conduce a Cádiz para permitir el doble trazado y crear un nuevo parque lineal en la ciudad. Durante estas obras, la estación de trenes de Cádiz se cerró temporalmente, mientras que Cortadura sirvió de terminal.
Durante 2006 comienza a construirse una nueva estación central en El Puerto de Santa María y que sustituiría a la antigua que fue demolida poco después. En 2008 se comenzó a construir un nuevo apeadero en Valdelagrana, en el mismo término municipal. El 26 de noviembre de 2008 se inaugura oficialmente el apeadero, ubicado a unos 1.200 metros de la playa.
El 28 de julio de 2007 se procede a la apertura de la variante entre Jerez de la Frontera y El Puerto de Santa María con el viaducto más grande de España, quedando clausurado el apeadero de El Portal (cuyo edificio principal se conserva por su valor histórico y patrimonial) y puesta en servicio del tramo ya duplicado entre Cortadura y Bahía Sur. De esta manera los horarios se reorganizan sirviendo Bahía Sur como terminal de trenes de refuerzo en hora punta de lunes a viernes.
El 28 de septiembre de 2007, tras finalizar las obras de reforma, la estación de Bahía Sur cambia su nombre por San Fernando-Bahía Sur al convertirse en la estación principal del municipio con parada de trenes de grandes líneas y Media Distancia. La estación principal de San Fernando es clausurada procediendo a la demolición del edificio y los andenes, usándose un andén provisional construido unos 200 m antes de la misma en sentido Cádiz.
El 8 de septiembre de 2011 se inaugura la estación Aeropuerto de Jerez sita junto al párking del aeropuerto.

## Recorrido
Esta línea usa las vías de la línea Cádiz-Sevilla entre Cádiz y la estación del Aeropuerto de Jerez, con un ramal de vía única entre la estación de Las Aletas y el Campus de Puerto Real de la Universidad de Cádiz. Todas las vías están electrificadas.
Esta red está incrementando su importancia debido al aumento de población en la Bahía de Cádiz, por lo que se está llevando a cabo un desdoblamiento de la línea Cádiz-Sevilla como parte de las obras para crear la línea de alta velocidad Sevilla-Cádiz.
De las trece estaciones de la red, la más transitada en 2018 fue Jerez de la Frontera con 592.000 pasajeros, seguida de Cádiz y San Fernando (350.000 pasajeros cada una), El Puerto de Santa María ( 297.000), Bahía Sur (288.000) y Puerto Real (240.000).

### Línea C-1a
La línea C-1a es una variante de 2,4 kilómetros de longitud cuyo objetivo es dar servicio al campus de Puerto Real de la Universidad de Cádiz, localizado en el municipio homónimo. Este ramal está compuesto de dos estaciones, que conectan la estación de Las Aletas con la de Universidad.